# Óscar López
Óscar López Hernández (Cerdanyola del Vallès, 11 mei 1980) is een voormalig Spaans profvoetballer. Hij speelde als vleugelverdediger bij onder meer FC Barcelona en Go Ahead Eagles. Sinds 2021 is López jeugdtrainer bij FC Barcelona.
Óscar López debuteerde in het seizoen 2002/03 voor FC Barcelona in de Primera División. Daarvoor speelde de linkervleugelverdediger in de jeugd en het tweede elftal van de Catalaanse club. In de voorbereiding op het seizoen 2003/04 leek Óscar López de vaste linksback van FC Barcelona te gaan worden, maar door de late komst van Giovanni van Bronckhorst belandde de Spanjaard alsnog op de reservebank. Hij zou uiteindelijk slechts zes competitieduels en één wedstrijd in de UEFA Cup spelen dat jaar. Na de komst van Sylvinho in 2004 zag Óscar López zijn speelkansen bij FC Barcelona nog verder dalen en hij vertrok op huurbasis naar Lazio Roma. Hij zou 14 optredens maken voor de Romeinse club in de Serie A en drie in de UEFA Cup. In het seizoen 2005/06 verhuurde FC Barcelona hem opnieuw, ditmaal aan Real Betis Sevilla. Voor deze club maakte López dat seizoen ook zijn debuut in de Champions League. Dat seizoen speelt López 18 competitiewedstrijden, 5 wedstrijden in de Champions League, twee wedstrijden in de UEFA cup en één in de Spaanse supercup voor de club uit Sevilla. In juni 2006 werd Óscar López voor 200.000 euro definitief overgenomen door Betis van FC Barcelona. De verdediger tekende een contract voor vier jaar. Kort daarna vertrok López echter naar Gimnàstic. Bij deze club liep hij een ernstige knieblessure op, waardoor hij een jaar lang geen wedstrijden heeft kunnen spelen. In februari 2010 liet Real Betis de verdediger gaan en kon hij een contract tekenen bij CD Numancia, dat destijds uitkwam in de Segunda Division A. Bij deze club scoorde hij zijn eerste doelpunt in zijn profcarrière. Het seizoen 2010/2011 speelde hij opnieuw voor de club uit Numancia, maar aan het einde van het seizoen werd zijn contract niet verlengd. López was opnieuw een halfjaar clubloos. Op 23 december maakte Go Ahead Eagles bekend de transfervrije López te hebben gecontracteerd. De verdediger tekende een contract voor een half jaar bij de club uit Deventer. Bovendien heeft Go Ahead Eagles een optie bedongen voor nog een jaar.

## Carrière
| Seizoen   | Club            | Wedstrijden | Doelpunten | Assists | Competitie         |
| --------- | --------------- | ----------- | ---------- | ------- | ------------------ |
| 2001/02   | FC Barcelona B  | 20          | 1          | 0       | Segunda División B |
| 2002/03   | FC Barcelona B  | 34          | 2          | 0       | Segunda División B |
| 2002/03   | FC Barcelona    | 2           | 0          | 0       | Primera Division   |
| 2003/04   | FC Barcelona    | 6           | 0          | 0       | Primera Division   |
| 2004/05   | Lazio Roma      | 14          | 0          | 0       | Serie A            |
| 2005/06   | Real Betis      | 18          | 0          | 0       | Primera Division   |
| 2006      | Real Betis      | 1           | 0          | 0       | Primera Division   |
| 2007      | Gimnàstic       | 2           | 0          | 0       | Primera Division   |
| 2007/2008 | Gimnàstic       | 14          | 0          | 0       | Segunda Division A |
| 2008/09   | Real Betis      | 0           | 0          | 0       | Primera Division   |
| 2009      | Real Betis      | 0           | 0          | 0       | Primera Division   |
| 2010      | CD Numancia     | 9           | 1          | 0       | Segunda Division A |
| 2010/2011 | CD Numancia     | 8           | 0          | 0       | Segunda Division A |
| 2011/2012 | Go Ahead Eagles | 8           | 1          | 0       | Eerste divisie     |
| Totaal    |                 | 87          | 5          | 0       |                    |